# Poblat talaiòtic de s'Àguila d'en Quart (Sa Pleta)
El poblat talaiòtic de s'Àguila d'en Quart (Sa Pleta) és un jaciment arqueològic de la cultura talaiòtica que consta de restes d'un poblat, situat en una parcel·lació de la possessió de s'Àguila, anomenada s'Àguila d'en Quart o de Can Ripoll, al municipi de Llucmajor, Mallorca.
El poblat està situat al lloc anomenat Sa Pleta. Entre les restes destaca un talaiot de planta circular amb una columna polilítica i amb diverses habitacions adossades als seus paraments nord i oest. També hi ha les restes d'un altre talaiot, aquest però de planta rectangular, i les restes de nombroses habitacions de planta circular absidal i rectangular. S'hi troben també les restes d'un forn de calç modern, la qual activitat ocasionà importants destrosses en el jaciment.